# Robbie
Robbie ist ein männlicher Vorname.

## Herkunft und Bedeutung
Robbie ist eine Form von Robert oder Robin.

## Namensträger

### Vorname
- Robbie Blunt (* 19**), britischer Rockgitarrist
- Robbie Brightwell (1939–2022), britischer Leichtathlet
- Robbie Coltrane (1950–2022), schottischer Schauspieler
- Robbie Fowler (* 1975), englischer Fußballspieler
- Robbie Jarvis (* 1986), englischer Schauspieler
- Robbie Keane (* 1980), irischer Fußballspieler
- Robbie Kerr (* 1979), britischer Rennfahrer
- Robbie McEwen (* 1972), australischer Radrennfahrer
- Robbie McIntosh (* 1957), britischer Rockgitarrist
- Robbie Robertson (1943–2023), kanadischer Rockmusiker
- Robbie Savage (* 1974), walisischer Fußballspieler
- Robbie Scott (≈1955–2019), US-amerikanischer Jazzmusiker und Bandleader
- Robbie Shakespeare (1953–2021), jamaikanischer Bassist und Keyboarder
- Robbie Williams (* 1974), britischer Sänger
- Robbie Williams (* 1985), australischer Radrennfahrer
- Robbie Williams (* 1986), britischer Snookerspieler

### Familienname
- John Robbie (* 1955), irischer Rugby-Union-Spieler
- Margot Robbie (* 1990), australische Schauspielerin
- Natalie Robbie, südafrikanische Schauspielerin
- Rod Robbie (1928–2012), kanadischer Architekt

### Als Nickname
- Robbie (1901–1989), Rufname des ehemaligen Bürgermeisters von Auckland, Neuseeland, Dove-Myer Robinson